# الرابطة الوطنية لرياضة الجامعات الدرجة الأولى
الرابطة الوطنية لرياضة الجامعات الدرجة الأولى (بالإنجليزية: NCAA Division I)‏ هو أعلى مستوى لألعاب القوى بين الكليات الذي أقرته الرابطة الوطنية لرياضة الجامعات (NCAA) في الولايات المتحدة، والتي تقبل اللاعبين على مستوى العالم.